# Fate/kaleid liner Prisma Illya
Fate/kaleid liner Prisma Illya (яп. プリズマ☆イリヤ Пурідзума Ірія) — манґа автора Хіроші Хіроями (відомого як KALMIA), що публікувалася у журналі Comp Ace видавництва Kadokawa Shoten у 2007—2008 рр. Це спіноф версія всесвіту візуального роману Fate/stay night студії Type-Moon, Іліясвіль фон Айнцберн у головній ролі, також з'являються інші персонажі з Fate/stay night, його сіквелів і спін-оффів. Продовження Fate/Kaleid liner Prisma Illya 2wei! (яп. プリズマ☆イリヤ ツヴァイ！) опубліковане з 2009 по 2012 рік. Третя манга Fate/Kaleid liner Prisma Illya 3rei!! (яп. プリズマ☆イリヤ ドライ！！) публікується з 2012.
10-серійна аніме-адаптація студії Silver Link транслювалася на Tokyo MX у липні-вересні 2012 р. Другий сезон, адаптація сіквел-манги Fate/kaleid liner Prisma Illya 2wei!]], випущений з липня по вересень 2014-го. Анонсований третій сезон.
Відеогра під назвою Prisma Illya (яп. プリズマ☆イリヤ) видавництва Kadokawa Games для Nintendo 3DS була випущена в Японії 31 липня 2014.

## Сюжет
Сюжет розвивається у Фуюкі з альтернативної реальності Fate/stay night. Кіріцугу і Айрісвіль поклали край ритуалу Війни Святого Грааля, перш ніж він почався і запечатали спогади Ілії, дозволивши їй жити життям звичайної дівчинки. Шіро та Ілія живуть мирним життям, як брат і сестра, навіть не знаючи про існування магії, під наглядом Селли і Лізрітт, в той час як їх батьки перебувають у від'їзді за кордоном.
Іліясвіль фон Айнцберн — звичайна учениця початкової школи, яка стає дівчинкою-чарівницею, коли чарівний Калейдожезл Рубі вважає її відповіднішим майстром, ніж чарівниця Рін Тосака. Рін, яка повинна була за наказом чаклуна Зелретча збирати карти семи класів, що містять героїчні душі з легенд, вважає, що не в змозі змінити думку Рубі і тому повинна контролювати Ілію в завершенні завдання збору карт. Під час пригод Ілії вона отримує друга і суперника у вигляді дівчини на ім'я Мію.
Після ряду битв Ілія і Мію змогли зібрати всі карти і стали хорошими подругами, в той час як Рін і Лювія залишилися в Японії за наказом Зелретча. Тим не менш, поява Курое, дівчини з вражаючою схожістю з Ілією, незабаром ускладнює їхнє життя.

## Персонажі
- Іліясвіль фон Айнцберн (яп. イリヤスフィール・フォン・アインツベルン)

На відміну від Fate/stay night в Ілії було нормальне дитинство, вона дорослішала без знання магії чи Війн Святого Грааля. Вона живе зі своїм братом Шіро, їх доглядають покоївки Лізрітт і Селла, їх батьки Кіріцугу та Айрісвіль перебувають за кордоном. Шанувальниця аніме жанру махо-сьодзьо, мріє стати однією з них.
- Меджікал Рубі (яп. マジカルルビー)

Калейдожезл, магічний прилад, який дозволяє його користувачеві стати дівчинкою-чарівницею. Хоча Рубі спочатку належить Рін, постійні склоки Рін з Лювією викликає у Рубі бажання відмовитися від Рін і заключити контракт з Ілією замість цього.
- Мію Еделфельт (яп. 美遊・エーデルフェルト)

Загадкова дівчина, яку вибирає Сапфір стати своїм новим господарем. Виконує свої обов'язки дуже серйозно і спочатку відкидає здібності Ілії, але поступово прогрівається до неї дружбою.
- Меджікал Сапфір (яп. マジカルサファイア)

Калейдожезл, молодша сестра Меджикел Рубі, який дозволяє Мію стати дівчинкою-чарівницею.
- Рін Тосака (яп. 遠坂 凛)

Молода чарівниця, послана майстром Кішуром Зелретчем до Японії, щоб захопити картки класу, використовуючи Калейдожезл Рубі. Після того, як Рубі відмовляється від неї на користь Ілії, Рін змушує Ілію виконати свою місію замість неї, весь час спостерігаючи за дівчиною.
- Емія Шіро яп. 衛宮 士郎

Брат Ілії, звичайний учень старшої школи, який нічого не знає про магію. Він набагато безтурботніший, ніж його колега з Fate/stay night, має спільну рису в попаданні різного роду збочених ситуацій, через що Рін порівнює його з героєм ероге. Ілія, Рін, Лювія і Сакура явно закохані в нього, але до розчарування Рін і Лювії, він не виявляє жодного інтересу. Як правило, оточуючі люди відносяться до Шіро досить зневажливо, хоча він і визнає, що звик знаходженню на нижній сходинці. Невідомо, що сталося з його біологічними батьками, бо Великої пожежі не було, але його усиновив Кіріцугу близько десяти років тому. Брат Мію в альтернативному світі — аналог Шіро зі світу Ілії.
- Емія Кіріцугу (яп. 衛宮 切嗣) і Айрісфіль фон Айнцберн (яп. アイリスフィール・フォン・アインツベルン)

Батьки Ілії та Шіро, які, на відміну від своїх двійників з Fate/stay night, живі. Вони постійно їздять за кордон, і одного разу Айрісфіль зізнається, що вона бореться, щоб «зберегти їх звичайне життя». Айрісфіль дуже близька з Ілією і знає про силу, запечатану всередині неї. Як правило, вона показується надмірно безтурботною і легковажною, хоча в деяких моментах вона стає дуже розсудливою і серйозною. У 2wei говориться, що вона з давньої династії магів, чию сім'ю вона покинула незабаром після того, як народилася Ілія, і вона володіє достатніми навичками, щоб нокаутувати Куро з одного удару. Її навичка водіння має безсистемний, «випадковий» характер, такий, як показано в Fate/Zero. До цих пір Кіріцугу не з'являвся явно в серіях, хоча Шіро висловлює бажання повернути його, в основному тому, що він відчуває себе пригніченим, через переважну присутність жінок у сім'ї.

## Медіа

### Манґа
Манга Хіроші Хроіями розпочала серіалізацію у журналі Comp Ace видавництва Kadokawa Shoten з вересня 2007-го. Сіквел Fate/Kaleid liner Prisma Illya 2wei! (яп. プリズマ☆イリヤ ツヴァイ！) випускався з 2009 по 2012 рік. Третя манга Fate/Kaleid liner Prisma Illya 3rei!! ((яп. プリズマ☆イリヤ ドライ！！ випускається з 2012 р. У 2010 р. опублікована спеціальна частина у журналі Comp Ace.

### Аніме
Перший сезон з 10 серій транслювався студією Silver Link в Японії з 12 липня по 13 вересня 2013. Опенінг «Starlog» виконує ChouCho, ендінг «Prism Sympathy» — StylipS.
Другий сезон транслювався з 9 липня по 10 вересня 2014. Опенінг «moving soul» виконує Мінамі Курібаясі, ендінг «Two By Two» — Юмеха Коуда.